# Apanteles espinosai
Apanteles espinosai är en stekelart som beskrevs av Porter 1920. Apanteles espinosai ingår i släktet Apanteles och familjen bracksteklar. Inga underarter finns listade i Catalogue of Life.